# Сицилійський емірат
Сицилійський емірат (араб. إِمَارَة صِقِلِّيَة, ʾImārat Ṣiqilliya, «емірат Сикилія») — мусульманська берберська монархічна держава у 831–1091 роках на Сицилії та Мальті зі столицею в Палермо. Один із найбільших мусульманських осередків у Європі часів середеньовіччя. Постала внаслідок ісламського завоювання Сицилії (827—902), що належала Східній Римській імперії. Спочатку була складовою Аглабідського емірату Аббасидського халіфату (831—909) і Фатімідського халіфату (909—948). Згодом стала самостійними еміратом династії Кальбійського дому (948).
В багатьох галузях державного будівництва та культури спиралася на візантійські взірці, проте у законодавстві керувалася ісламським правом. Панівною релігією був іслам, проте завойовники дозволили місцевому населенню сповідувати християнство і юдаїзм в обмін на сплату спеціального податку. Офіційною мовою діловодства була арабська (сицилійська арабська). У середині Х ст. емірат увійшов у політичну кризу, що розвинулася у міжусобиці. Християнські найманці-нормани під проводом Рожера I захопили острів у мусульман і заснували Сицилійське графство (1071) й здобули останній форпост мусульман в Ното (1091). Тривалий час нормани зберігали релігійну автономію мусульман, які становили більшість населення Сицилії до ХІІІ ст.